# 只不干
只不干（蒙古语转写：Jibügen，羅馬化：Jībū，见《史集》），是成吉思汗的幼弟鐵木哥斡赤斤的儿子，属于蒙古帝国的皇族。他的儿子塔察儿曾效力于忽必烈，在拖雷家族内战中建有功勋。汉语文献如《元史》中记作只不干、质卜。
只不干的父亲铁木哥斡赤斤被兄长成吉思汗分封至帝国东方的大兴安岭一带。“东道三王”是蒙古帝国东方以拙赤合撒儿、合赤温、铁木哥斡赤斤为祖先的三个封王家族的总称。铁木哥斡赤斤作为“东道三王”的核心人物，是蒙古帝国左翼（东方）最具实力的诸侯。铁木哥斡赤斤在成吉思汗兄弟一辈中较为长寿，第二代大汗窝阔台死后，他曾试图自立为汗，但受阻后于1246年失意而终。
铁木哥斡赤斤子嗣众多，只不干作为其长子，本被视作家族继承人。据《史集》记载，只不干也有许多子女，但他早于父亲去世，他的儿子塔察儿成为斡赤斤家族的第二代宗主。由于只不干早逝，塔察儿年少便继承宗主之位，导致斡赤斤家族爆发继承权纷争。铁木哥斡赤斤死后，其庶子脱迭以塔察儿年幼为由，企图废黜他自立。此时，效力于斡赤斤家族的畏兀儿人撒吉思与千户长豁儿豁孙，直接向当时掌控帝国实权的乃马真后（脱列哥那）申诉，最终使塔察儿得以顺利继承宗主之位。

## 世系
- 鐵木哥斡赤斤（Temüge Odčigin，تموگه اوتچگين Temūga Ūtchigīn）
  - 只不干大王（J̌ibügen，جیبوJībū）
    - 塔察儿国王（Taγačar，طغاچار نویانTaghāchār Nūyān）
      - 阿朮魯大王（Aǰul，اجولAjūl）
        - 乃颜大王（Nayan，نایانNāyān）
          - 遼王脱脱（Toqto'a，توقتا کوونTūqtā Kūwn）
            - 遼王牙納失里（Yanaširi）
              - 遼王阿札失里（Aǰaširi）

      - 寿王乃蛮台（Naimantai，نایمتایNāīmatāī）